# Famille Wittouck
Cette page explique l’histoire ou répertorie les différents membres de la famille Wittouck.
La famille Wittouck est une famille originaire de Saint-Nicolas-Waes, dans le comté de Flandre, et dont une branche établie à Bruxelles dès le XVIIIe siècle et issue des Lignages de Bruxelles, fut  anoblie en 1960.
Cette branche s'est distinguée dans la haute magistrature et la haute industrie (distilleries, élevage, sucreries).

## Personnalités
À la branche de cette famille qui sera anoblie en 1960, appartiennent :
- Guillaume Wittouck (1749-1829), haut magistrat.
- Jeanne Wittouck (1781-1849), épouse de Jean-Louis van Dievoet (1777-1854), secrétaire du Parquet de la Cour de Cassation.
- François Wittouck (1783-1814) époux de Pétronille van Cutsem.
- Félix-Guillaume Wittouck (1812-1898), distillateur, bourgmestre de Leeuw-Saint-Pierre.
- Félix Wittouck (1849-1916), industriel sucrier.
- Paul Wittouck (1851-1917), industriel.
- Frantz Wittouck (1855-1914), industriel, époux d'Albertine Brandeis , dont trois enfants Jean Wittouck, Élisabeth Wittouck, épouse de Jules Guillaume, diplomate, et Marie-Thérèse Wittouck, épouse de Jean Ullens.
- Élisabeth Wittouck, épouse de Jules Guillaume, diplomate belge.

## Filiation
I) Josse (Judocus)  Wittouck, régisseur ("concierge") du domaine du duc d'Arenberg à Drogenbos, bapt. 29 janvier 1710 à Saint-Nicolas-Waes, décédé le 3 mars 1785 à Uccle, épousa à Drogenbos le 1er décembre 1745 (tt.Franciscus van Haelen et Anthonius de Ruyst), Maria Anna van Haelen, bapt. à Uccle le 8 février 1721, décédée à Drogenbos le 23 avril 1796, fille de François van Haelen et de Marie Anne Vandiest. Les époux Wittouck-van Haelen eurent huit enfants.
Le 26 mai 1751 les époux Josse Wittouck-van Haelen achetèrent à Louis-Engelbert duc d’Arenberg un pré d’un bonnier 2j. 30v. au lieu-dit « t’Horeken », dans le coude de la Senne où sont établies actuellement les Papeteries Catala-Ondulium.
1) Maria Anna Wittouck, baptisée à Drogenbos le 25 octobre 1746.
2) François Wittouck, le 3 mars 1748.
3) Guillaume Wittouck, né à Drogenbos, le 30 octobre 1749, qui suit sous II : Descendance de Guillaume Wittouck, Conseiller à la Cour Suprême de Brabant.
4) François Wittouck, le 1er décembre 1751.
5) Jacques Wittouck, né à Drogenbos le 26 mai 1755  qui suit sous II bis : Descendance de Jacques Wittouck, meunier, et de Pétronille Van der Meulen.
6) Maria Magdalena Wittouck, le 25/01/1759.
7) Judoca Wittouck, née le 24/12/1760.
8) Isabelle Wittouck, épousa à Bruxelles, à Notre-Dame du Finistère, le 1er septembre 1795 (l'an III de la République française), Louis Victor Dammeville, maire de Drogenbos, né à Falaise (Calvados).

### Descendance de Guillaume Wittouck, conseiller à la Cour Suprême de Brabant

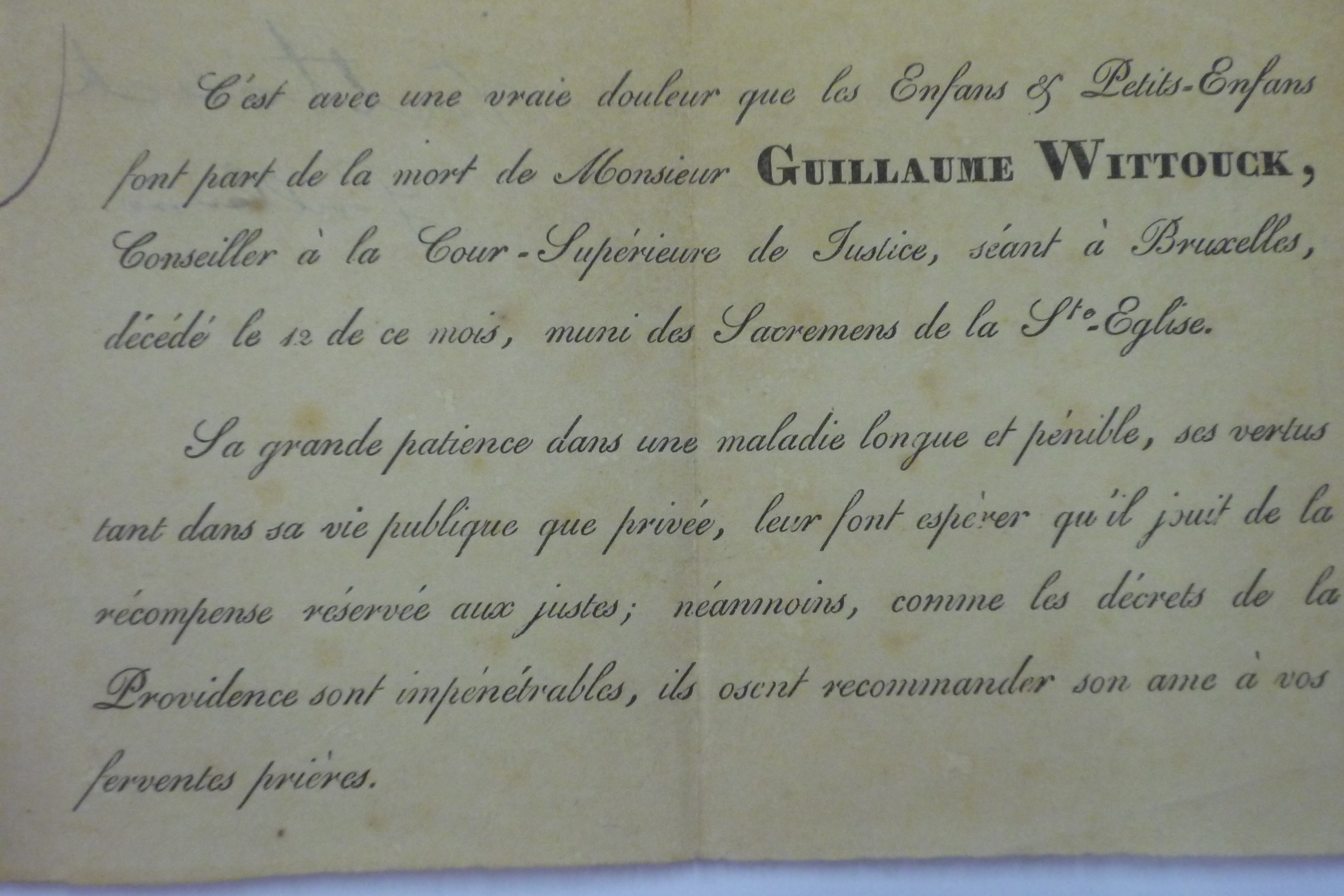
Faire-part de décès de Guillaume Wittouck, décédé à Bruxelles le 12 juin 1829.

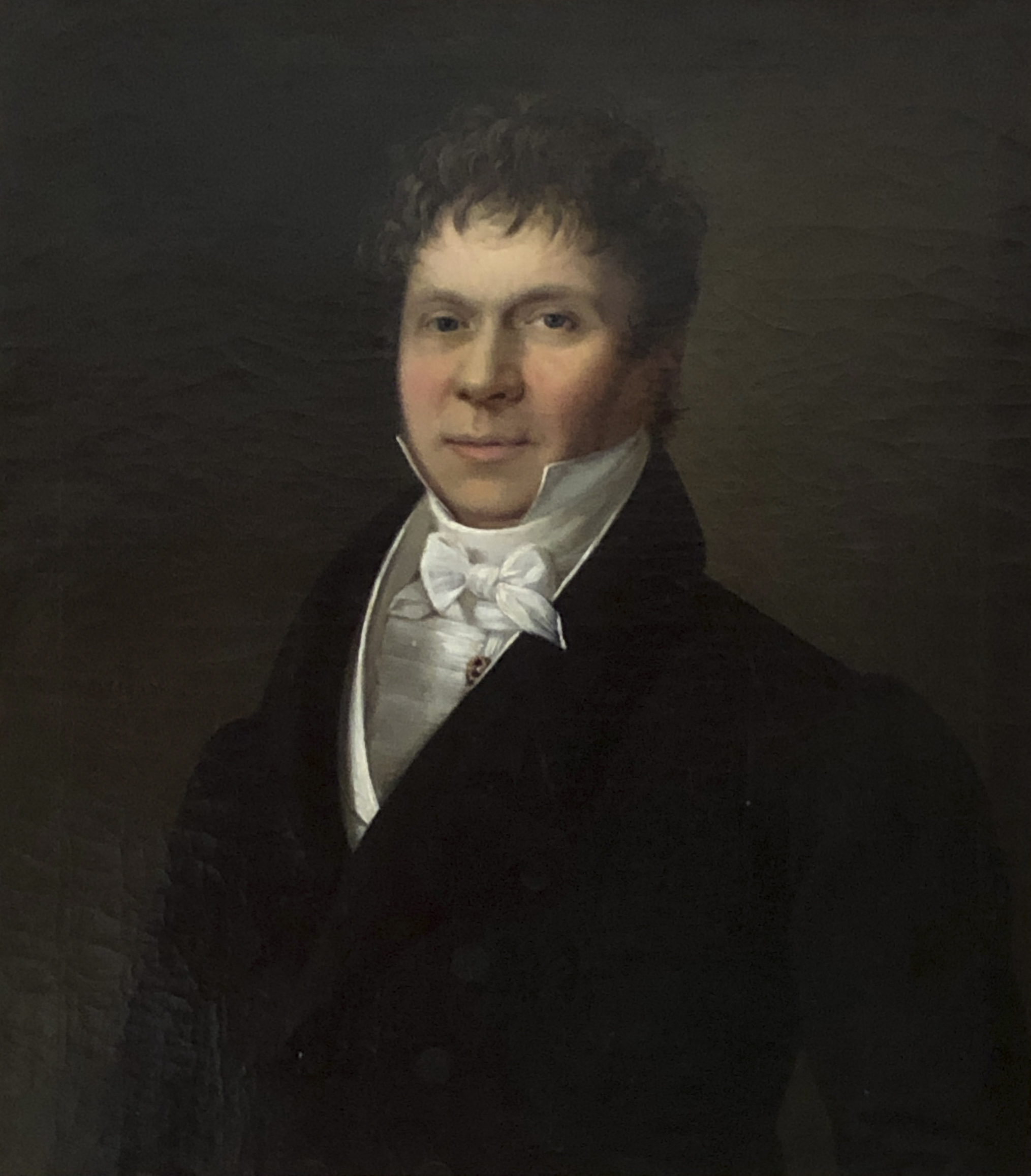
Jean-Louis van Dievoet (1777-1854), époux de Jeanne Wittouck (1781-1849), portrait par Ignace Brice.

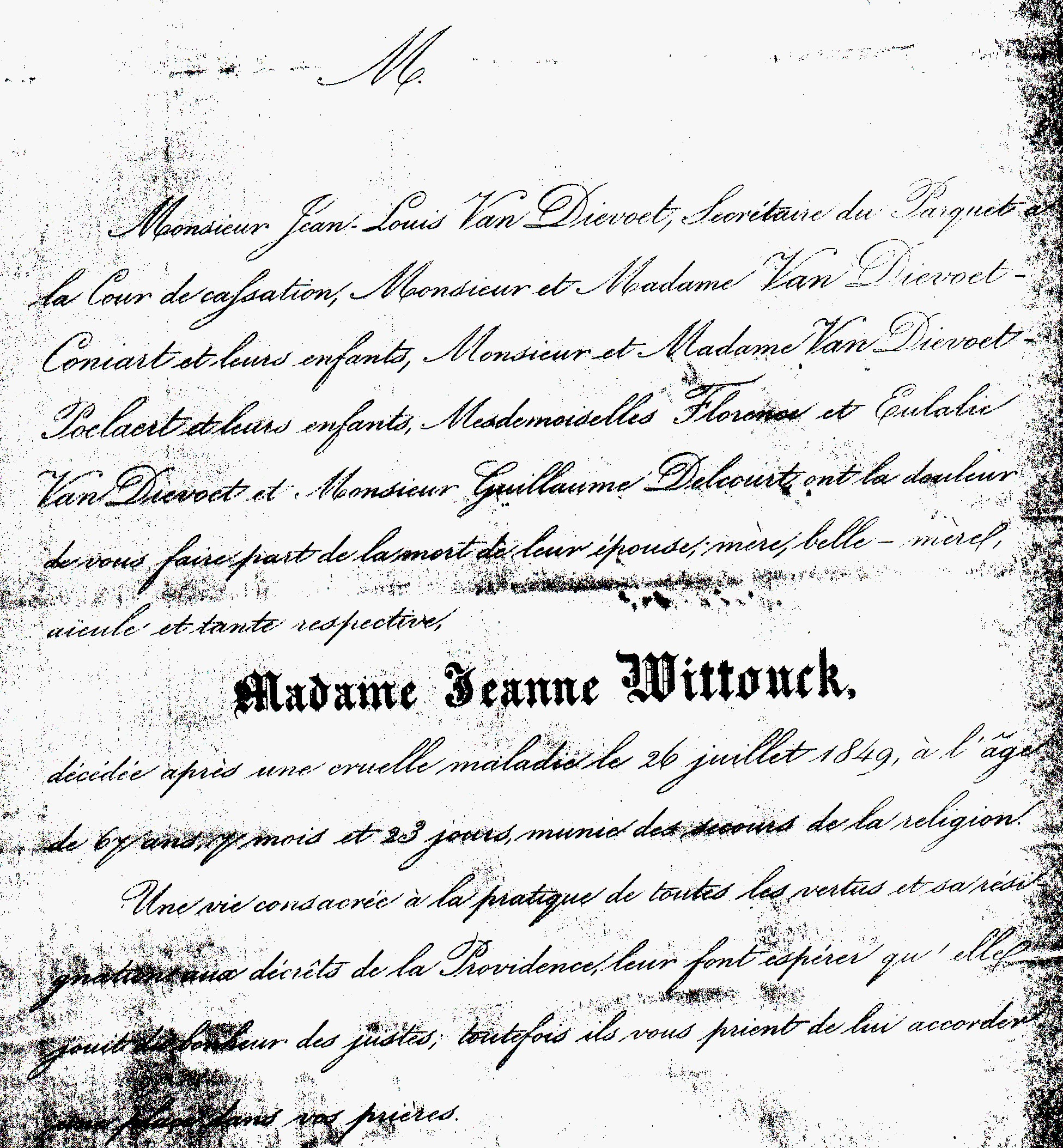
Faire-part de décès de Jeanne Wittouck (1781-1849), épouse de Jean-Louis van Dievoet (1777-1854).

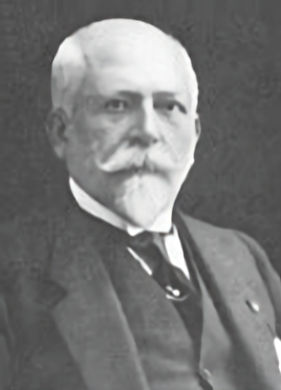
Paul Wittouck (1851-1917).

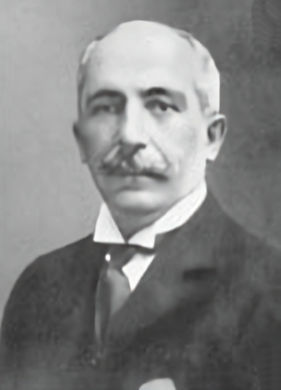
Frantz Wittouck (1855-1914)

II. Guillaume Wittouck, né à Drogenbos le 30 octobre 1749 et décédé à Bruxelles le 12 juin 1829, avocat au Conseil de Brabant, devint Conseiller à la Cour suprême de Brabant en 1791. Lors de la révolution brabançonne, il prit le parti des Vonckistes, favorables aux idées nouvelles. Lors du rattachement de la Belgique à la France, il devint substitut du commissaire du Directoire près le Tribunal Civil du Département de la Dyle, puis sous le consulat, en 1800, juge au Tribunal d'Appel de Bruxelles, puis de 1804 à 1814, sous l'Empire, conseiller à la cour d'appel de Bruxelles, puis conseiller à la Cour Supérieure de Bruxelles. Il épousa à Bruxelles (église de Saint Nicolas) le 29 juin 1778, Anne Marie Cools, née à Gooik le 25 janvier 1754, décédée à Bruxelles le 11 avril 1824, fille de Jean Cools et d’Adrienne Galmaert issue des Lignages de Bruxelles.
Guillaume Wittouck acquit le 28 floréal de l'an VIII (18 mai 1800) le château de Petit-Bigard à Leeuw-Saint-Pierre avec un domaine de cent hectares. Petit-Bigard restera la demeure de la branche aînée jusqu'à sa vente en 1941. Dont :
A) Jeanne Wittouck, née le 3 décembre 1781 à Bruxelles, décédée du choléra le 26 juillet 1849 à Bruxelles, épousa à Leeuw-Saint-Pierre le 7 février 1803, Jean-Louis van Dievoet, secrétaire du Parquet de la Cour de Cassation, fils de Jean-Baptiste et d’Anne Marie Lambrechts, né à Bruxelles le 24 novembre 1777 et décédé à Bruxelles le 16 mai 1854. Ils sont les parents du jurisconsulte et historien du droit Auguste van Dievoet, et ils comptent entre autres parmi leurs descendants: Jules van Dievoet, avocat à la Cour de Cassation, Henri van Dievoet, architecte, Gabriel van Dievoet, décorateur Art nouveau, Germaine van Dievoet, championne de natation.
B) François Wittouck, négociant, distillateur et maire de Leeuw-Saint-Pierre, né à Bruxelles le 22 août 1783, décédé le 24 mars 1814, après avoir été sauvagement frappé à coups de knout par les cosaques russes qui occupaient le domaine de Petit-Bigard. Il épousa à Saintes (département de la Dyle) le 19 septembre 1811, Pétronille Van Cutsem, née à Saintes le 22 mai 1791, fille de François Van Cutsem, né à Leeuw-Saint-Pierre, membre du collège électoral du département de la Dyle, propriétaire et fermier à Saintes (Brabant) (frère de Guillaume van Cutsem (1749-1825), jurisconsulte et député du département des Deux-Nèthes) et de Philippine Josèphe De Pauw, née à Saintes. Pétronille Van Cutsem, veuve de François Wittouck, épousa en secondes noces à Leeuw-Saint-Pierre le 20 août 1828, François-Joseph Dindal, avocat, vice-président du Sénat de 1848 à 1851, né à Bruxelles, bapt. à Sainte-Gudule le 5 août 1791 et décédé à Ixelles le 25 mai 1866, fils de Nicolas Joseph Dindal, chirurgien, professeur de clinique externe, et des accouchements à l’école de médecine, membre de la Société de Médecine de Bruxelles, né à Wavre (décédé le 4 août 1826 à Bruxelles) et d'Élisabeth-Josèphe Snoeck (décédée le 5 novembre 1821 à Bruxelles).

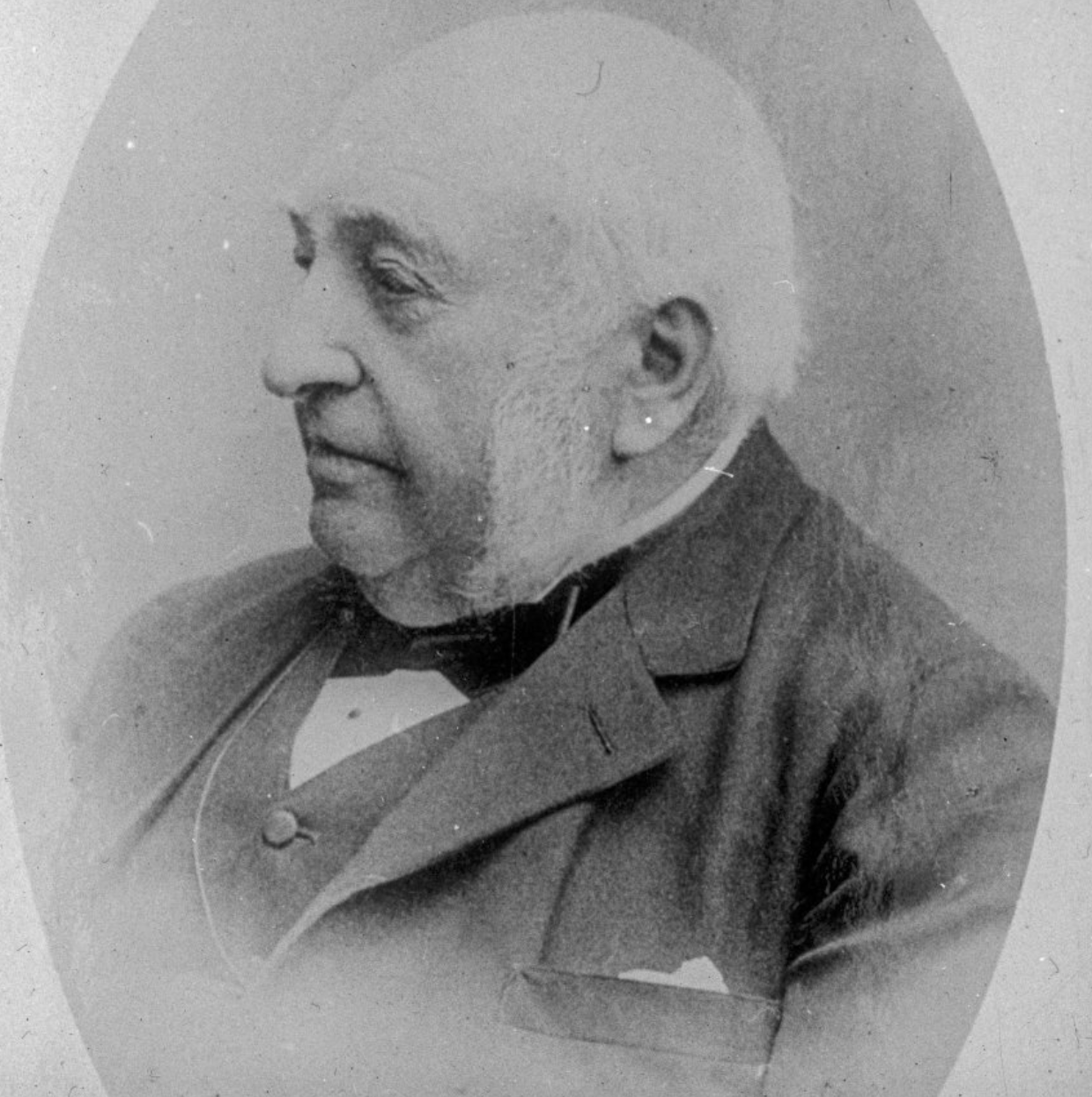
Félix-Guillaume Wittouck (1812-1898)

François Wittouck et Pétronille van Cutsem, eurent comme enfants :
1) Félix-Guillaume Wittouck né à Leeuw-Saint-Pierre le 16 octobre 1812 et décédé à Ixelles le 25 mai 1898, distillateur, bourgmestre de Leeuw-Saint-Pierre, il fit agrandir le château familial du Petit-Bigard par l'architecte Henri Beyaert, épousa Élise Boucquéau, fille de Grégoire Boucquéau et Clotilde Dervaux, dont :
a) Félix Wittouck, né à Leeuw-Saint-Pierre le 22 septembre 1849, y décédé le 9 mai 1916, industriel sucrier, bourgmestre de Leeuw-Saint-Pierre y demeurant au château de Petit-Bigard, épousa Sophie Drugman, morte à Vyle-et-Tharoul le 1er septembre 1922, fille de Jules Drugman. Dont :
1) Félix-René Wittouck, né à Leeuw-Saint-Pierre, le 23 septembre 1879, mort à Biarritz le 31 janvier 1914.
2) Jacques Wittouck (1882- 1987), lieutenant de réserve de l'artillerie de forteresse, administrateur des Sucreries de Pontelongo (1910-1948) et de la Fabrique de soie artificielle de Tubize, vice-président (1946-1948) des Forges de Clabecq, commissaire de la Banque du Hainaut (1915-1934), consul de Belgique à Monte-Carlo. Dernier fils survivant de la branche aînée, il vendit le 14 novembre 1941, le château familial du Petit-Bigard aux Pères de Scheut.
3) Marthe Wittouck, née à Leeuw-Saint-Pierre le 21 octobre 1883, morte à Villefort, Yzernay le 31 mai 1950, épousa à Leeuw-Saint-Pierre le 2 décembre 1909 le vicomte François de Chabot, né à Villefort Yzernay le 23 octobre 1876 et y décédé le 20 août 1959, fils du vicomte Raymond de Chabot et de Jeanne Victurienne de Colbert-Maulévrier.
4) Tina (Valentina) Wittouck (1877-1933), épousa en 1898, Paul Lechat (1871-1944), ingénieur à Liège.
5) Georges Wittouck, lieutenant au 1er régiment des guides, né le 11 juillet 1887, mort pour la patrie à Merendree le 13 octobre 1914 à 27 ans.
b) Paul Wittouck, né à Leeuw-Saint-Pierre le 6 août 1851, décédé le 9 novembre 1917, à Uccle au château de La Fougeraie qu'il avait fait édifier en 1911 par l'architecte Louis Süe (1875-1968), épousa Catherine baronne de Medem. Dont:
1) Paul (Pavlick) Wittouck, né à Bruxelles le 26 septembre 1899, mort à Bruxelles le 8 novembre 1984.
2) Michel Wittouck, écuyer, anobli le 11 avril 1960, né le 1er janvier 1902, époux de Hélène Princesse Sherbatow. Ils se distinguent tous deux dans la Résistance sous l'occupation. Dont:
a) Éric Wittouck, écuyer, licencié en sciences économiques, né à Uccle le 5 octobre 1946.
3) Serge Wittouck, né le 19 août 1903, mort à Manille en juillet 1940.
c) Marguerite Wittouck, née à Leeuw-Saint-Pierre le 8 août 1853 et décédée à Ixelles le 30 mai 1927, qui épousa le banquier Victor Allard (1840-1912) : leur fille Marthe Allard épouse Robert de Lesseps (1882-1916), pionnier de l'aviation, fils du fameux Ferdinand de Lesseps, créateur du canal de Suez et de Panama, dont postérité.
d) Frantz Wittouck, né à Leeuw-Saint-Pierre le 30 mars 1855, mort à Ixelles le 13 juin 1914, administrateur des Sucreries de Breda et Berg-op-Zoom, président des Sucreries centrales de Wanze, époux d'Albertine Brandeis. Monsieur et Madame Frantz Wittouck firent construire à Quatre-Bras, près de Tervueren par l'architecte Octave Flanneau la Villa Les Bouleaux, ou "Villa Wittouck". Dont:
1) Jean Wittouck, président de la Raffinerie tirlemontoise, né à Bruxelles le 24 avril 1901, mort à Crans-sur-Sierre (Suisse) le 13 juin 1984, époux de Marguerite Benoist d'Azy. Dont:
a) François Wittouck.
b) Éliane Wittouck (1925-2004), épousa Robert Rolin Jacquemyns (1918-1980)
2) Élisabeth Wittouck (1903-1978), épousa le baron Jules Guillaume, ambassadeur du roi des Belges (1892-1962).
3) Marie-Thérèse Wittouck (1905-1989), épousa Jean Ullens de Schooten Whettnall (1897-1950) .
e) Émilie-Marguerite Wittouck, née à Leeuw-Saint-Pierre le 21 juin 1863, morte à Bruxelles le 4 janvier 1955, épousa à Bruxelles le 24 septembre 1902, Fernand de Beeckman (1845-1918), artiste peintre.
2) Adèle Wittouck née posthume à Leeuw-Saint-Pierre le 1er juin 1814 et décédée à Ixelles le 20 décembre 1883, épousa le 16 mai 1833 à Leeuw-Saint-Pierre, François Xavier Rittweger, né à Bruxelles le 4 juillet 1801 et y décéda le 24 février 1887, fils de François et de Anne-Catherine Sauvage. Il était domicilié à Bruxelles, rue de la Fiancée 24. Ils sont les ancêtres de l'actrice Stéphanie Crayencour, de son vrai nom Stéphanie Rittweger de Moor.

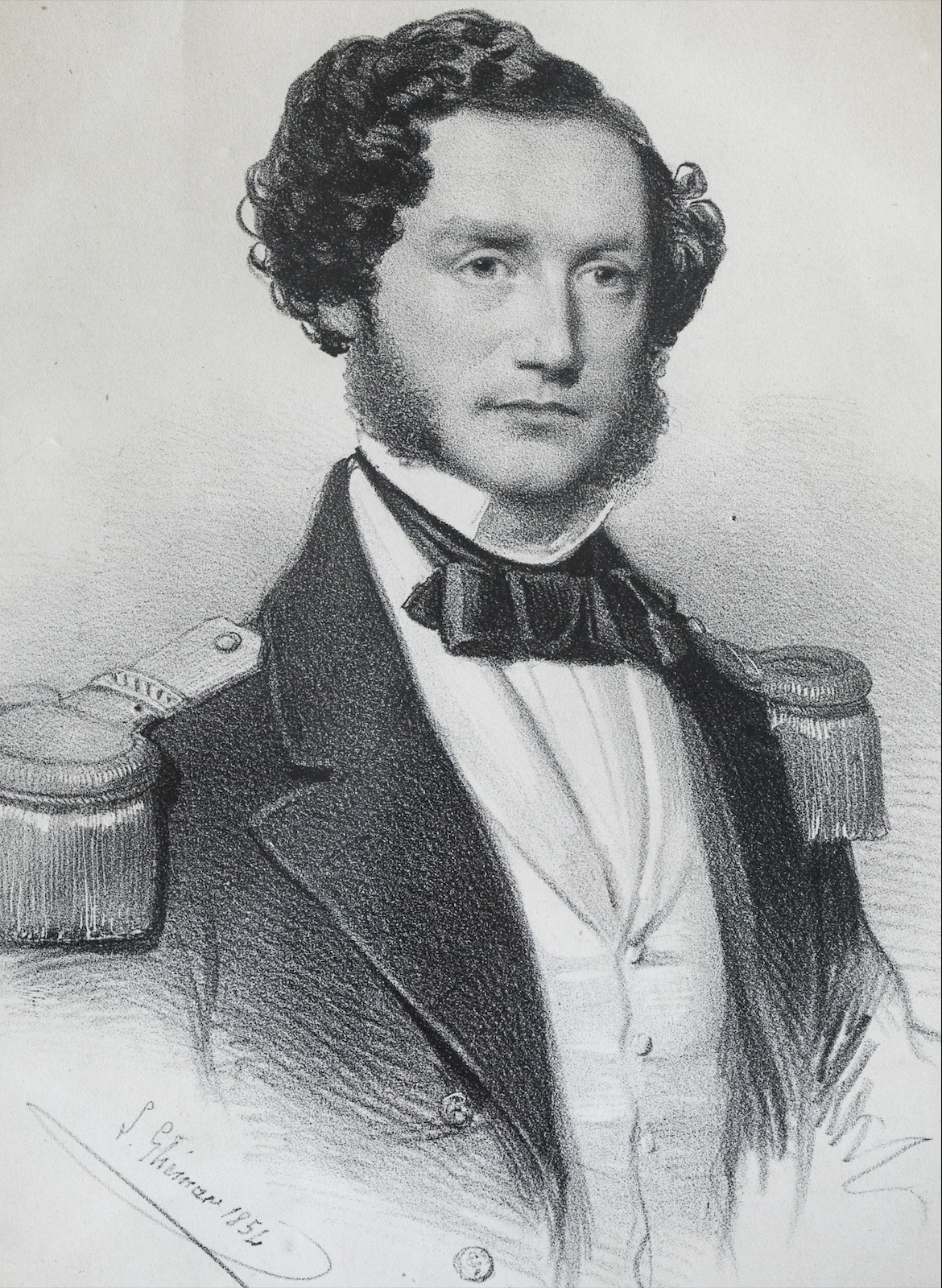
Guillaume Delcourt (1825-1898), fils de Barbara Wittouck (1796-1830) et de Napoléon Delcourt (1804-1833).

C) Barbara Wittouck, née à Bruxelles le 6 juin 1796, décédée à Bruxelles le 17 juin 1830 , épousa à Bruxelles le 9 juillet 1823 (acte 429), Napoléon Joseph Delcourt, né à Ath, le 12 décembre 1804, brasseur, fut blessé durant les combats de l'indépendance belge de 1830, décédé à Anvers le 30 juin 1833, fils d’Isidore Joseph Delcourt, brasseur à Ath, et de Marie Louise Jouret. Dont :
1) Guillaume Louis Delcourt, officier de Marine, grand navigateur et Conseiller maritime du roi Léopold II, né à Bruxelles le 31 mars 1825 et décédé à Anvers le 2 février 1898, qui épousa à Hoboken le 2 mai 1868, Laurence Hortense Joséphine Lambrechts, née à Hoboken le 18 juin 1832, fille de Pierre Joseph Lambrechts, médecin et bourgmestre de Hoboken, et de Rosalie Therèse Joséphine van de Raey décédée à Hoboken le 13 octobre 1860.

## Descendance de Jacques Wittouck, meunier à Drogenbos, et de Pétronille Van der Meulen
II bis) Jacques Wittouck, né à Drogenbos le 26 mai 1755 et mort à Drogenbos le 3 floréal an VI (22 avril 1798), reçu bourgeois de Bruxelles le 27 mai 1794, succéda à son père au service des Arenberg, maître meunier demeurant au moulin de Drogenbos, coûtre (sacristain) de Drogenbos (1785), drossard de Beersel de 1792 à 1794, agent municipal (9 germinal an IV) (29 mars 1796), né à Drogenbos le 26 mai 1755, décédé vers 1800, épousa à Uccle le 17 septembre 1782 Pétronille Van der Meulen, née à Uccle le 4 novembre 1753 et morte à Uccle le 9 juillet 1795, fille de Josse van der Meulen, brasseur à Stalle, et de Marie Everaerts. Jacques Wittouck avait succédé à Jean-Jacques Cattoir, qui avait été nommé drossard, autrement dit maire de Beersel, à la nomination du duc d’Aremberg et d’Arschot, seigneur du lieu, en 1771. Dont postérité. Parmi laquelle :
A) Anne Marie Wittouck, née à Uccle, le 21 mai 1783, résidant à Leeuw-Saint-Pierre, épousa à Leeuw-Saint-Pierre, le 27 février 1811, Jean Baptiste Eijlenbosch, domestique, né à Strijtem, le 9 avril 1776, fils d'Égide Eijlenbosch, tailleur, et de Jeanne Marie Van Der Maelen, ménagère.
B) Marie Catherine Wittouck, fille de boutique, résidant Grand-Place, 346, née à Uccle le 14 janvier 1783 (?), selon la retranscription par les Archives, (année erronée), épousa à Bruxelles le 25 avril 1810, Corneille Raemaeker, né à Woluwe-Saint-Pierre, fils de Henri Raemaeker et de Catherine Abeloos.
C) Guillaume Joseph Wittouck, domestique, né à Uccle le 11 décembre 1785, résidant à Leeuw-Saint-Pierre, épousa à Leeuw-Saint-Pierre le 28 novembre1810, Caroline Van Lier, née à Halle le 30 août 1789, résidant à Leeuw-Saint-Pierre, fille de Pierre Joseph Van Lier, meunier, né à Eizingen, résidant à Leeuw-Saint-Pierre et de Marie Catherine Petré née à Halle, résidant à Leeuw-Saint-Pierre. Guillaume-Joseph Wittouck, fut reçu bourgeois de Bruxelles le 14 avril 1795. Cité comme domestique lors de son mariage en novembre 1810, fermier à Grand-Bigard (cité en avril 1810) et voiturier à Leeuw-Saint-Pierre (cité en juillet 1810).
D) Isabelle Françoise Victoire Wittouck, née le 21 juillet 1787, demeurant à Zellik, qui épousa à Zellik le 5 octobre 1808, Pierre Bols, décoré de la Croix de Fer, régulier (1808), relieur, imprimeur-typographe, papetier, imprimeur de la Ville de Bruxelles, établi Grand-Place, Section 8, n° 1186, connu sous le nom d'imprimerie « Bols-Wittouck », né à Bruxelles le 8 septembre 1789, fils de Servais Bols, cabaretier (1808), vendeur de bière, et d'Anne Marie Schats, née à Diest. Pierre Bols et Isabelle Wittouck  sont les parents de L. Bols-Wittouck, consul de Belgique sur la côte occidentale d'Afrique.
E) Anne-Catherine-Philippine Wittouck, née à Uccle le 10 janvier 1788 et morte le 18 janvier 1833, qui épousa à Uccle le 28 juillet 1810,  Antoine Herinckx, meunier au Clipmolen, né à Forest le 8 janvier 1776, résidant à Uccle, mort à Uccle le 23 mars 1842, fils des feus Francois Herincx, meunier au Clipmolen à Stalle, échevin de Stalle, mort à Uccle, et de Marie Walravens, morte à Uccle, qui sont les ancêtres de Jean Herinckx, bourgmestre d'Uccle.
F) Marie Therese Wittouck, servante, née à Drogenbos vers 1792, résidant à Neder-Over-Heembeek, épousa à Neder-over-Heembeek, le 06 décembre 1814, Léonard Vander Steene, plafonneur  né à Bruges, résidant à Neder-Over-Heembeek, fils de Jacques Vander Steene, porteur de chaux, et de Thérèse Françoise De Prez.
G) Jean Joseph Wittouck, menuisier, né à Drogenbos en mai 1795, demeurant à Saint-Josse-ten-Noode, épousa à Bruxelles le 8 décembre 1813, Catherine Van Waesberghe, rentière, née à Gand le 23 mai 1788, résidant à Bruxelles rue du damier, 122, fille de Hyacinthe Stanislas Van Waesberghe et d'Anne Marie Coninckxloij.

## Alliances

### Famille de Guillaume Wittouck, conseiller à la Cour suprême de Brabant
- Allard
- de Beeckman
- Benoist d'Azy
- Boucquéau
- Brandeis
- de Chabot
- Cools
- van Cutsem
- Delcourt
- van Dievoet
- Drugman
- Guillaume
- van Haelen
- Lechat
- von Medem
- Sherbatow
- Ullens de Schooten Whettnall
- Rittweger
- Rolin Jacquemyns

### Famille de Jacques Wittouck, meunier
- Bols
- Dammeville
- Herinckx
- Van der Meulen